# John Wheatley (homme politique)
Pour les articles homonymes, voir John Wheatley.
John Wheatley, né John Wheately le 19 mai 1869 dans le village minier de Bunmahon (en) sur la côte sud de l'Irlande et mort le 12 mai 1930 à Glasgow,, est un homme politique britannique, secrétaire d'État à la Santé dans le premier gouvernement travailliste de l'histoire du pays. Il obtient l'adoption d'une importante loi de financement de logements sociaux.
Ouvrier autodidacte, il est remarqué pour sa très grande maîtrise des principes de l'économie. Socialiste fervent, il demeure dévoué aux règles constitutionnelles de la démocratie parlementaire. « De carrure ronde, d'expression amiable », pointilleux en matière de ses choix vestimentaires, il manque de charisme mais est respecté comme parlementaire et ministre efficace. Charles Masterman le décrit en 1924 comme un député et ministre très apprécié à la Chambre des communes, convaincant, confiant sans être arrogant, doté d'humour et d'un bon sens de la répartie.
Le magazine socialiste britannique Tribune (en) rappelle que sa loi sur le logement en 1924 est « la première législation jamais introduite par les travaillistes au pouvoir visant à transformer la vie des personnes de la classe ouvrière », et écrit que John Wheatley, parfois oublié au XXIe siècle, est un chaînon crucial dans « la chaîne qui va de Keir Hardie et des pionniers du mouvement travailliste jusqu'à Aneurin Bevan et la génération de 1945 ».

## Biographie

### Jeunesse et débuts
Fils d'un travailleur des mines de cuivre d'origine galloise, il est l'aîné de dix enfants dans une famille pauvre. Il grandit dans le comté de Waterford en Irlande, et a environ dix ans lorsque la famille s'installe dans le village de  Braehead dans le Lanarkshire, non loin de Glasgow, en Écosse. Son père y travaille dans une mine de charbon et la famille vit dans une maison ne contenant qu'une seule pièce, sans eau courante. John Wheatley quitte l'école à l'âge de 11 ans, et descend à son tour dans la mine, où il travaillera durant treize ans. En 1896 il épouse la fille d'un ouvrier des chemins de fer ; le couple aura un fils et une fille, et s'assurera qu'ils obtiennent des études universitaires,.
Passionné de lecture, il suit des cours du soir à Glasgow, parcourant à pied l'aller-retour de 16 km pour s'y rendre. Il travaille trois ans dans un pub, puis cinq ans comme assistant dans une boutique, avant d'être employé de 1901 à 1906 par le journal Glasgow Observer, où il est chargé de trouver des revenus publicitaires. Il établit ensuite avec un collègue une entreprise d'imprimerie, dont le succès lui permet à terme d'acheter une résidence confortable à Glasgow,.

### Militant socialiste
Ses lectures dans le domaine du catholicisme social l'amènent au socialisme. En 1906 il est cofondateur de la Société catholique socialiste, et il publie de nombreux pamphlets et autres textes à cet effet. La Société parvient peu à peu à attirer vers le jeune Parti travailliste bon nombre d'ouvriers écossais catholiques d'origine irlandaise, alors que ceux-ci votaient traditionnellement pour le Parti libéral. Membre du Parti travailliste indépendant à partir de 1907, John Wheatley est élu en 1910 au conseil du comté du Lanarkshire, jusqu'en 1912 lorsqu'il est élu au conseil municipal de Glasgow. Il devient un membre prééminent du mouvement travailliste de Glasgow, et y milite pour la construction de meilleurs logements pour les pauvres,,.
Il s'oppose farouchement à la Première Guerre mondiale, et participe à des manifestations contre la conscription. En 1915 il est l'une des principales figures de la grève de paiement des loyers à Glasgow, qui découle de l'expulsion de la famille d'un soldat blessé. À la suite de la répression de la grève générale à Glasgow en 1919, il s'occupe de trouver des avocats pour les militants arrêtés. Il appartient ainsi au mouvement plus général de la « Clydeside rouge (en) », le mouvement ouvrier radical de Glasgow et des abords du fleuve Clyde des années 1910 aux années 1930,,.

### Débuts au Parlement
Candidat choisi par le Parti travailliste pour la circonscription de Glasgow Shettleston aux élections législatives de 1918, il obtient 49,8 % des voix et manque ainsi de peu d'être élu face au candidat unique de la coalition des conservateurs et des libéraux. Avec 59,1 % des voix, il ravit le siège aux élections législatives de 1922, qui marquent un tournant pour le Parti travailliste, et entre à la Chambre des communes ; les travaillistes remportent dix des quinze circonscriptions de Glasgow. Lors de son premier discours à la Chambre, il fait ainsi remarquer que son parti représente « les deux tiers des citoyens de la deuxième plus grande ville de l'Empire », et que leur message est que le chômage résulte de l'« échec complet » du capitalisme. Il argue que la surproduction des industries britanniques se heurte à un marché intérieur restreint par les salaires trop faibles des ouvriers. Il explique que la pauvreté 
« ne peut trouver de remède dans le cadre du système capitaliste, car dans ce système, lorsqu'un employeur produit davantage de biens que la population ne peut acheter avec l'argent à leur disposition, il doit arrêter de produire ces biens, et suspendre l'emploi de ses hommes. Cela provoque alors inévitablement une réduction des salaires, qui provoque à son tour une réduction du pouvoir d'achat et de plus en plus de chômage »,,.
Élu membre de l'exécutif du groupe parlementaire travailliste, il est le porte-parole du parti en matière de politique de logement. Il est brièvement suspendu de la Chambre en juin 1923 avec deux autres députés de la Clydeside (le quartier des docks de Glasgow) pour avoir répété les propos du député travailliste indépendant James Maxton, qualifiant de « meurtre » la réduction des aides sociales à l'enfance. Cette même année, il lance le journal Glasgow Eastern Standard, qui exprime les prises de vue des députés travaillistes de la Clydeside et qui paraîtra jusqu'en 1960. Il est perçu comme un très bon participant aux débats parlementaires, déployant de solides arguments et maîtrisant les détails des sujets qu'il aborde, malgré sa « petite voix aigüe ».

### Ministre du Logement
Les élections anticipées en décembre 1923 amènent le Parti travailliste au pouvoir pour la première fois de sa jeune histoire : Ramsay MacDonald forme en janvier 1924 un gouvernement minoritaire avec le soutien sans participation des libéraux. John Wheatley est nommé secrétaire d'État à la Santé, à la tête du ministère de la Santé. Il prépare et fait adopter une loi sur le logement, qui s'avérera être « la seule réussite législative importante de ce bref gouvernement ». Cette loi Housing Act 1924 (en), dite également Wheatley Housing Act, apporte des subsides publiques aux autorités municipales pour la construction de logements sociaux, et stipule que ces logements -destinés à la location à prix abordable- doivent inclure une salle de bain. Plus d'un demi-million de maisons sont construites en application de cette loi, créant de plus des emplois y compris durant la Grande Dépression, jusqu'à ce que les subsides soient annulées en 1934. Dans le même temps, toutefois, en raison de sa foi catholique, il rejette la demande d'une délégation menée par le romancier socialiste H. G. Wells qui souhaite que les institutions dépendant du ministère de la Santé puisse informer la population de moyens de contraception. Bien qu'il ne soit ministre que durant quelques mois, le stress de cette fonction affecte sévèrement et durablement sa santé, et il souffre d'hypertension de 1924 jusqu'à sa mort six ans plus tard,,,,.

### Simple député à nouveau
Les travaillistes perdent rapidement le soutien des libéraux, qui provoquent la chute du gouvernement et la tenue d'élections anticipées en octobre 1924. Celles-ci sont remportées par les conservateurs, renvoyant les travaillistes sur les bancs de l'opposition. Membre de l'aile gauche du parti, John Wheatley se trouve en désaccord avec Ramsay MacDonald et quitte avec fracas le cabinet fantôme travailliste en mars 1927 pour siéger comme simple député d'arrière-ban. Il se montre très critique du nouveau gouvernement minoritaire travailliste formé par MacDonald en 1929, qu'il estime trop modéré. Il devient le chef officieux des députés de l'aile gauche rebelle du parti, et agace grandement le gouvernement,.
Il meurt subitement d'une hémorragie cérébrale à son domicile à Glasgow en mai 1930, à l'âge de 60 ans.